# Gymnostomum quadratum
Gymnostomum quadratum là một loài rêu trong họ Pottiaceae. Loài này được (Hook.) Hook. mô tả khoa học đầu tiên năm 1820.